# تکنیپ
تکنیپ (به انگلیسی: Technip) شرکت خدمات مهندسی نفت و گاز فرانسوی است. این شرکت یکی از بزرگترین ارائه‌دهندگان خدمات کنترل پروژه، مهندسی نفت و گاز، خدمات حفاری ساحلی-خشکی-فراساحلی و ساخت سازه‌ها، در صنایع مرتبط با انرژی می‌باشد. این شرکت همچنین در زمینه مدیریت پروژه، خدمات مهندسی و ساخت‌وساز نیز فعالیت می‌نماید.
در شرکت تکنیپ بیش از ۴۰ هزار نفر به‌طور مداوم در حال ارائه خدمات در عمیق‌ترین مخازن نفت و گاز در بستر دریا، تا احداث بزرگترین و پیچیده‌ترین سازه‌های دریایی، زیرساخت‌های ساحلی و راه‌اندازی خطوط لوله در مناطق مختلف جهان می‌باشند.
در حال حاضر این شرکت در ۴۸ کشور جهان فعالیت می‌کند. بخشی از سهام شرکت تکنیپ، در بازار بورس یورونکست پاریس دادوستد می‌شود.

## تاریخچه

### تاسیس شرکت
شرکت تکنیپ، در سال ۱۹۵۸ توسط آی‌اف‌پی، یا انستیتوی نفت فرانسه، در شهر پاریس، تأسیس شد. اولین فعالیت‌های تکنیپ، در زمینه ساخت‌وساز بود. با شروع دهه ۱۹۶۰، این شرکت وارد صنایع نفت و گاز شد.

### دهه ۱۹۶۰
کمپانی تکنیپ، اولین سری موفقیت‌های بین‌المللی خود را، در اواسط دهه ۱۹۶۰، با تکمیل پروژه‌هایی در آفریقا و آسیا آغاز کرد.

### دهه ۱۹۷۰
گروه بین‌المللی تکنیپ، با ثبت یک دفتر در شهر رم و ایجاد شرکت جئوپروداکشن تکنیپ Geoproduction Technip اولین شرکت تابعه خود را تأسیس کرد. این شرکت، به صورت تخصصی در زمینه تجهیزات هیدروکربن فعالیت خود را آغاز نمود.
در طول این دوره، شرکت تابعه دیگری نیز بنام کافلکسیپ Coflexip توسط انیستوی نفت فرانسه، ثبت شد. این شرکت، به صورت تخصصی در زمینه طراحی، تولید و عرضه کارخانه قطعات و دستگاه‌های حفاری زیر دریا فعالیت می‌نمود.
در این دوره همچنین دفاتری در هیوستون، آبردین و ریو دو ژانیرو ثبت گردید.

### دهه ۱۹۸۰
در اوایل دهه ۱۹۸۰ میلادی تکنیپ حضور جهانی خود را گسترش داده و مراکز فعال خود را در شهرهای کوالالامپور و ابوظبی تأسیس نمود.
در طول این دهه، کافلکسیپ، کارخانه تولیدی خود را در کشور برزیل راه اندازی کرد. در اواخر دهه ۱۹۸۰ میلادی شعبه دیگری از این کارخانه نیز، در شهر نیوکاسل، انگلستان ثبت گردید.

### دهه ۱۹۹۰
در اوایل دهه ۱۹۹۰ میلادی تکنیپ وارد بازار بورس اوراق بهادار پاریس و کافلکسیپ، نیز در بازار بورس نیویورک ذکر گردید.
در طول این دهه، کافلکسیپ، شرکت نروژی استنا را خریداری کرد و توانست خود را وارد بازار استرالیا نماید. در حالی که تکنیپ از طریق خرید شرکت‌های تخصصی توانست خود را در بسیاری از کشورها مطرح نماید. این شرکت‌ها عبارت بودند از: اسپیچیم، کربس و کی‌تی‌آی. تکنیپ، از طریق شرکت کی‌تی‌آی توانست وارد بازار نفت و گاز آمریکای شمالی شود.

### دهه ۲۰۰۰
در این دهه دو شرکت تکنیپ و کافلکسیپ با هم ادغام شدند، و در اواخر دهه ۲۰۰۰ میلادی نیز شرکت آکر را خریداری کرد. این شرکت، سرپرست بخش دریایی آب‌های عمیق است.
کمپانی تکنیپ، در حال حاضر یکی از پنج شرکت برتر در زمینه فنی و مهندسی، فناوری و ارائه خدمات در صنایع انرژی می‌باشد.
بسیاری از قراردادهای مهم این کمپانی، به ویژه در خاورمیانه و در زمینه گاز مایع، اتیلن و بخش پالایش در این دهه، به امضا رسید.

### دهه ۲۰۱۰
ناوگان تکنیپ گسترش یافت و تعداد آن‌ها به ۱۷ کشتی رسید، علاوه بر این، کشتی آپاچی II، به این ناوگان اضافه شد. این کشتی، یکی از پیشرفته‌ترین کشتی‌ها در صنعت پایپینگ می‌باشد.
در اواخر دهه ۲۰۱۰ میلادی، خط تولید محصولات آسیافلکس که یک کارخانه تولید لوله‌های انعطاف‌پذیر می‌باشد، در کشور مالزی افتتاح شد.

## آمار ۲۰۱۱
فعالیت‌های کمپانی تکنیپ، در سه بخش گسترده می‌باشد: بخش زیر دریا، بخش دریایی، بخش خشکی.
- کارکنان: بیش از ۳۲،۰۰۰ نفر در ۵۰ کشور جهان
- گستردگی دارایی‌های صنعتی: در پنج قاره جهان
- ناوگان: بیش از ۲۹ کشتی (+۵ کشتی در دست ساخت)
- درآمد خالص در سال ۲۰۱۱: ۷۰۹ € میلیون یورو
- درآمد در سال ۲۰۱۱: بیش از ۶،۸ € میلیارد یورو
- بازار بورس: در بازار بورس یورونکست پاریس ذکر شده‌است.

## سازمان
تیری پیلنکو رییس هیئت مدیره شرکت تکنیپ، در ماه آوریل سال ۲۰۰۷ به عنوان مدیرعامل این کمپانی، انتخاب شد.
اعضای کمیته اجرایی عبارتند از:
- فردریک دلورمه: معاون اجرایی مدیرعامل و مدیر پروژه‌های فراساحلی
- فیلیپ باریل: معاون اجرایی مدیرعامل و مدیر پروژه‌های بخش خشکی
- جان هریسون: مشاوره عمومی
- تیری پارمنتیر: مدیر منابع انسانی
- جولیان والدرون: رئیس امور مالی

## اطلاعات بازار مالی و سهام
| سال                                       | ۲۰۰۶    | ۲۰۰۷    | ۲۰۰۸    | ۲۰۰۹    | ۲۰۱۰    | ۲۰۱۱    |
| ----------------------------------------- | ------- | ------- | ------- | ------- | ------- | ------- |
| درآمد                                     | ۶٬۹۲۶٫۵ | ۷٬۸۸۶٫۵ | ۷٬۴۸۱٫۴ | ۶٬۴۵۶٫۰ | ۶٬۰۸۱٫۹ | ۶٬۸۱۳٫۰ |
| درآمد حاصل از فعالیت در محدوده زمانی معین | ۳۳۳٫۲   | ۲۴۷٫۰   | ۶۵۶٫۹   | ۶۷۶٫۷   | ۶۲۰٫۳   | ۷۰۹٫۵   |
| درآمد خالص                                | ۲۰۱٫۹   | ۱۲۸٫۰   | ۴۵۴٫۳   | ۱۷۰٫۴   | ۴۱۷٫۶   | ۵۰۷٫۳   |

| سال (در ۰۱/۰۱ => ماه/روز)  | ۲۰۰۶  | ۲۰۰۷  | ۲۰۰۸  | ۲۰۰۹  | ۲۰۱۰  | ۲۰۱۱  |
| -------------------------- | ----- | ----- | ----- | ----- | ----- | ----- |
| تعداد سهام (بر حسب میلیون) | ۱۰۶   | ۱۰۶   | ۱۰۷   | ۱۰۹   | ۱۰۹   | ۱۱۷   |
| ارزش بازار (میلیون € یورو) | ۶٬۰۷۱ | ۵٬۵۱۸ | ۵٬۸۱۲ | ۲٬۴۹۰ | ۵٬۴۵۵ | ۸٬۰۴۰ |

## دفاتر بین‌المللی
- فرانسه
- آنگولا
- استرالیا
- بحرین
- برزیل
- برونئی
- بلژیک
- هلند
- کانادا
- چین
- جمهوری آذربایجان
- ترکمنستان
- کلمبیا
- مصر
- فنلاند
- آلمان
- یونان
- هند
- اندونزی
- ایتالیا
- مالزی
- نیجریه
- نروژ
- نیوزیلند
- پرتغال
- قطر
- روسیه
- عربستان سعودی
- سنگاپور
- اسپانیا
- تایلند
- امارات متحده عربی
- ایالات متحده آمریکا
- انگلستان
- ونزوئلا
- ویتنام